# Cylapinae
Cylapinae (лат.) — подсемейство полужесткокрылых из семейства слепняков (Miridae).

## Описание
Клопы коричневой, охристой или чёрной окраски. Тело длиной от 1,5 до 10 мм обычно удлинённой формы. У некоторых видов трибы Fulviini тело широко овальное. Иногда тело может быть уплощенным (Euchilofulvius), что связано с жизнью под корой деревьев. Коготки на лапках тонкие и длинные, на концах зазубрены. Преэмподии (подушечки на кончиках лапок между коготками) щетинковидные, пульвиллы отсутствуют.

## Экология
Развиваются в гниющей древесине. По типу питания являются хищниками и мицетофагами. На острове Калимантан описан мирмекофильный род Gulacylapus.

## Классификация
Подсемейство разделяют на пять триб. Подсемейства Psallopinae и Cylapinae являются наиболее примитивными в семействе.

### Трибы и некоторые роды
- Bothriomirini  Wolski and Gorczyca 2012
  - Afrobothriomiris Gorczyca 2000
  - Lundbladiolla Carvalho, 1955
  - Rhinomiridius Poppius, 1909
  - Rhinomiris Kirkaldy, 1902
- Cylapini  Kirkaldy 1903
  - Cylapomorpha Poppius, 1914
  - Cylapus Say, 1832
  - Dariella Namyatova et Cassis, 2021
  - Labriella Namyatova et Cassis, 2021
- Fulviini  Uhler 1886
  - Afrofulvius Gorczyca 2000
  - Callitropisca Namyatova et Cassis, 2021
  - Fulvius Stål, 1862
  - Hemiophthalmocoris Poppius, 1912
  - Laetifulvius Namyatova et Cassis, 2021
  - Micanitropis Namyatova et Cassis, 2021
  - Microfulvius Poppius, 1912
  - Mimofulvius Schmitz, 1978
  - Peritropella Carvalho, 1981
  - Peritropis Uhler, 1891
  - Phyllofulvidius Gorczyca, 2000
  - Rhinofulvius Reuter, 1902
  - Schmitzofulvius Gorczyca, 1998
- Rhinomirini  Gorczyca 2000
  - Rhinomiridius Poppius, 1909
- Vaniini  Gorczyca 1997

## Палеонтология
Древнейшие представители в ископаемом состоянии известны отложений альбский яруса из нижнего мела (113,0—100,5 млн лет) в Иордании.

## Распространение
Встречаются преимущественно районах в тропическом и экваториальным климатом. Известны всех зоогеографических областях. Максимальное разнообразие в Ориентальной области.